# Chip Ganassi
För stallet se Chip Ganassi Racing.
Floyd "Chip" Ganassi, född den 24 maj 1958 i Pittsburgh, Pennsylvania, USA, är en amerikansk före detta racerförare och sedermera framgångsrik stallägare.

## Racingkarriär
Ganassi tävlade med vissa framgångar i Indycar under 1980-talet, och tog tre pallplaceringar i serien, innan han kraschade allvarligt på Michigan International Speedway 1984, och tvingades avsluta sin förarkarriär. Några år senare startade han sitt eget team, vilket kom att bli ett av USA:s största och mest kända racingteam.